# Oldenbüttel
Oldenbüttel, en baix alemany Ollenbüddel, és un municipi al districte de Rendsburg-Eckernförde a Slesvig-Holstein a Alemanya. Conté els nuclis de Bokelhoop i Bokhorst i es troba a la confluència del Canal de Kiel amb el Canal de Gieselau.

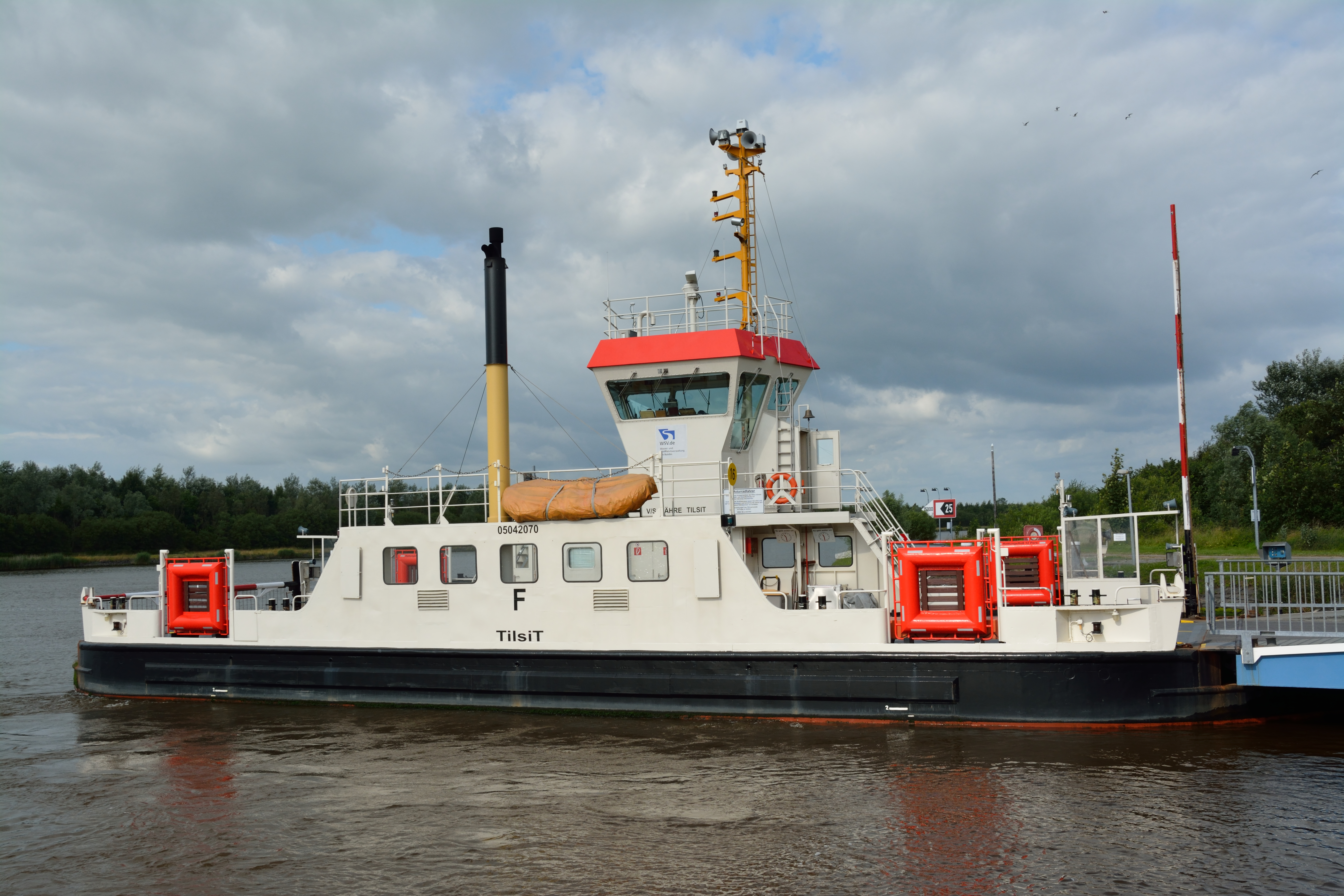
El transbordador «Tilsit» al Canal de Kiel

Un transbordador gratuït connecta les dues parts del municipi dividit pel canal de Kiel. El canal de Gieselau forma part d'un circuit de turisme fluvial molt aficionat, però amenaçat per l'ocàs de l'única resclosa que l'estat federal no vol restaurar. El primer esment escrit d'Oldenbüttel data del 1582. Significa assentament vell (old = baix alemany per a vell i -büttel = assentament).